# Татарска автономна съветска социалистическа република
Татарската автономна съветска социалистическа република (ТАССР, на руски: Татарская Автономная Советская Социалистическая республика (ТАССР)) е част от Руската съветска федеративна социалистическа република. Създадена е на 27 май 1920 със столица Казан.
Територията ѝ е 68 000 km2 с население 3 568 000 души. Съотношението градско/селско население е съответно 2 359 000 към 1 009 000. Автономната република е наградена с орден „Ленин“ (1934), орден „Октомврийска революция“ (1970) и орден „Дружба на народите“ (1972).
Територията на ТАССР е част от Казанската, Симбирската и Уфинската губернии на Имперска Русия през Октомврийската революция от 1917 г.
- 1918: Урало-волжка държава

- 1920: Татарска автономна съветска социалистическа република
- 1990: Татарстанска съветска социалистическа република;
- 1992: република Татарстан

## Население
Националният състав на републиката към 1979 е следният:
- татари – 1 649 000
- руснаци – 1 516 000
- чуваши – 147 000
- мордвийци – 30 000 и други